# Jeong Ye-in
Jeong Ye-in (hangul: 정예인; Incheon, 4 de junio de 1998), también conocida monónimamente como Yein, es una cantante y actriz surcoreana, conocida por haber sido miembro del grupo femenino surcoreano Lovelyz.

## Biografía
Jeong Ye-in nació el 4 de junio de 1998 en Incheon, Corea del Sur. Cursó sus estudios en la Escuela Secundaria Gusan y posteriormente en la Escuela Cristiana Internacional de Corea.

## Carrera

### 2014-2021: Debut con Lovelyz y primeros proyectos en solitario
El 3 de noviembre de 2014, Jeong fue presentada como miembro del grupo femenino surcoreano Lovelyz bajo el sello discográfico Woollim Entertainment. Lovelyz debutó el 17 de noviembre de ese mismo año con el álbum de estudio Girls' Invasion, cuyo sencillo principal fue "Candy Jelly Love".
El 16 de agosto de 2017, Jeong debutó como actriz interpretando a la versión joven de Ha Sun-woo (Moon Chae-won) en la serie de televisión Criminal Minds de tvN. Posteriormente, el 13 de octubre, protagonizó la serie web The Blue Sea. En enero de 2020, participó en el reality-documental de SBS Law of the Jungle in Palawan.
El 16 de noviembre de 2021, tras la disolución de Lovelyz, Jeong dejó Woollim Entertainment al no renovar su contrato.

### 2022-presente: Carrera en solitario y regreso a la actuación
El 11 de enero de 2022, Jeong firmó un contrato exclusivo con Sublime Artist Agency y anunció sus planes de debutar como solista. Su primer sencillo digital, "Plus n Minus", fue lanzado el 25 de enero. A finales de 2022, fue seleccionada para participar en la serie web Love Lock.
En 2023, Jeong continuó expandiendo su carrera como cantante y actriz. El 2 de diciembre lanzó su segundo sencillo digital, "Bus". Además, participó en los dramas Na Ra the Socialite Wannabe y My Friend's Graduation Ceremony. En agosto, debutó en teatro musical con el papel de Scaramouche en We Will Rock You.
En 2024, Jeong colaboró con su excompañera de Lovelyz, Ryu Su-jeong, en el sencillo "Orange Juice". Posteriormente, debutó como protagonista en el musical Carmilla. A lo largo del año, lanzó nuevos sencillos digitales como "I Will Be Your Spring", "Dance With Me" y "Somewhere", además de participar en la banda sonora de diversas producciones televisivas.
En 2025, Jeong protagonizó el drama romántico Explosive Romance junto a Lee Dong-won de KNK.

## Discografía

### Sencillos
| "Plus n Minus"                                | 2022 | Sencillos sin álbum |
| "Bus"                                         | 2022 | Sencillos sin álbum |
| "I Will Be Your Spring"                       | 2024 | Sencillos sin álbum |
| "Dance With Me"                               | 2024 | Sencillos sin álbum |
| "My One and Only"                             | 2025 | Sencillos sin álbum |
| Como artista invitada                         |      |                     |
| "Orange Juice" (Ryu Su-jeong con Jeong Ye-in) | 2024 | Sencillo sin álbum  |

### Apariciones en bandas sonoras
| Título         | Año  | Álbum                                  |
| -------------- | ---- | -------------------------------------- |
| "Slow It Down" | 2023 | Divorce Attorney Shin OST Part 3       |
| "Moon"         | 2023 | The Witch Store Reopening OST (Part 1) |
| "I'll Get You" | 2024 | DNA Lover OST Part 1                   |
| "Somewhere"    | 2024 | Bad Memory Eraser OST Part 5           |

## Filmografía

### Series de televisión
| Año  | Título                                | Papel              | Notas               | Ref    |
| ---- | ------------------------------------- | ------------------ | ------------------- | ------ |
| 2016 | The Gentlemen of Wolgyesu Tailor Shop | Chica de instituto | Cameo (episodio 29) | [ 15 ] |
| 2017 | Criminal Minds                        | Ha Sun-woo (joven) |                     | [ 16 ] |

### Series web
| Año  | Título                          | Papel         | Notas                                                                 | Ref    |
| ---- | ------------------------------- | ------------- | --------------------------------------------------------------------- | ------ |
| 2017 | The Blue Sea                    | Jo Hae-ji     |                                                                       |        |
| 2022 | Love Lock                       | Yoo-yeon      | Episodio 1: Our First Story, When We Were Clumsy in Love and Breakups | [ 17 ] |
| 2023 | Na Ra the Socialite Wannabe     | Lee Na-ra     |                                                                       | [ 18 ] |
| 2024 | My Friend's Graduation Ceremony | Lee Yeo-wool  |                                                                       | [ 19 ] |
| 2025 | Explosive Romance               | Kang Deok-sim |                                                                       | [ 20 ] |
| TBA  | Mystic                          | Kang So-hee   | Episodio 1: Mosquito's Mouth                                          |        |

### Programas de televisión
| Año  | Título                       | Papel               | Notas                 | Ref    |
| ---- | ---------------------------- | ------------------- | --------------------- | ------ |
| 2019 | King of Mask Singer          | Concursante         | como "Princess Thumb" | [ 21 ] |
| 2020 | Law of the Jungle in Palawan | Miembro del reparto | Episodios 411-415     | [ 22 ] |
| 2023 | Girls Reverse                | Concursante         | como "Junghorang"     | [ 23 ] |

### Programas web
| Año  | Título             | Papel               | Ref    |
| ---- | ------------------ | ------------------- | ------ |
| 2020 | Get It Beauty 2018 | Miembro del reparto | [ 24 ] |

### Teatro
| Año  | Título           | Papel       | Ref    |
| ---- | ---------------- | ----------- | ------ |
| 2023 | We Will Rock You | Scaramouche | [ 25 ] |
| 2024 | Carmilla         | Carmilla    | [ 26 ] |
| 2025 | Unoya            | Min-jeong   | [ 27 ] |